# Fiumarella
Die Fiumarella ist eine typische Fiumara, die ohne bestimmte Quelle das Oberflächenwasser aus einem Teil des Sila-Gebirges im Norden von Catanzaro ableitet und daher im Sommer austrocknen, im Winter bei entsprechenden Niederschlägen aber ein reißender Fluss werden kann.
Die Fiumarella hat neben dem auf einem Bergrücken liegenden Catanzaro eine tief eingeschnittene Schlucht gebildet, die in 112 m Höhe von der Ponte Bisantis überbrückt wird.
Die nur ca. 20 km lange Fiumarella mündet bei Catanzaro Lido im Ionischen Meer.
Sie entspricht der antiken Zaro.
Im letzten Jahrhundert wurde ihr Name bekannt durch den Eisenbahnunfall auf dem Fiumarella-Viadukt vom 23. Dezember 1961.